# Bomba

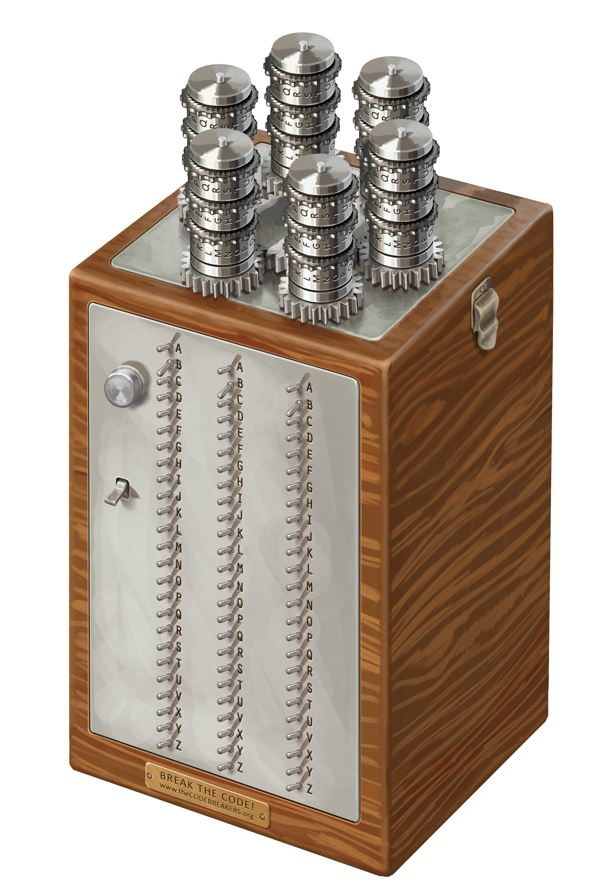
Moderne Rekonstruktion des möglichen Erscheinungsbildes der Bomba anhand von Skizzen aus den Erinnerungen von Marian Rejewski.

Die Bomba (Plural: Bomby, polnisch für „Bombe“), genauer Bomba kryptologiczna (polnisch für „Kryptologische Bombe“), war eine elektromechanisch betriebene kryptanalytische Maschine, die im Jahr 1938 durch den polnischen Mathematiker und Kryptoanalytiker Marian Rejewski ersonnen wurde, um den mit der Rotor-Schlüsselmaschine Enigma verschlüsselten Nachrichtenverkehr des deutschen Militärs zu entziffern. Voraussetzung für ihre Funktionsweise war der deutsche Verfahrensfehler der Spruchschlüsselverdopplung, den die polnischen Codeknacker mit ihren Bomby ausnutzen konnten, um die Walzenlage und den Spruchschlüssel der Enigma zu erschließen.

## Hintergrund

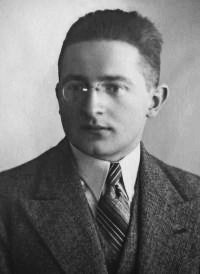
Der polnische Codeknacker Marian Rejewski (1932)

Nach Erfindung der Enigma im Jahr 1918 durch Arthur Scherbius wurde ab Mitte der 1920er-Jahre von der Reichswehr der Weimarer Republik zunächst versuchsweise und ab 1930 zunehmend regulär diese damals innovative Art der maschinellen Verschlüsselung eingesetzt. Deutschlands Nachbarn, vor allem Frankreich, Großbritannien und Polen verfolgten dies mit Argwohn, insbesondere als 1933 die nationalsozialistische Herrschaft begann und im Zuge der Aufrüstung der Wehrmacht sich diese Schlüsselmaschine als Standardverfahren etablierte. Während es Franzosen und Briten nicht gelang, in die Verschlüsselung einzubrechen und sie die Enigma als „unknackbar“ einstuften, glückte dem 27-jährigen polnischen Mathematiker Marian Rejewski bei seiner Arbeit in dem für Deutschland zuständigen Referat BS4 des Biuro Szyfrów (deutsch: „Chiffrenbüro“), bereits im Jahre 1932 der erste Einbruch (siehe auch: Entzifferung der Enigma). Dazu nutzte er zusammen mit seinen Kollegen Jerzy Różycki und Henryk Zygalski einen schwerwiegenden verfahrenstechnischen Fehler aus, der den Deutschen unterlaufen war.

## Spruchschlüsselverdopplung
Um mithilfe der Enigma-Schlüsselmaschine geheim kommunizieren zu können, mussten vier Teilschlüssel, nämlich die Walzenlage, die Ringstellung, die Stecker sowie die Walzenstellung bei Sender und Empfänger identisch eingestellt werden (siehe auch: Bedienung der Enigma). Hierzu wurden (damals) hochgeheime Schlüsseltafeln mit täglich wechselnden Angaben verwendet, „Tagesschlüssel“ genannt, die beiden Kommunikationspartnern vorlagen. Um sicherzustellen, dass nicht alle Funksprüche eines Schlüsselnetzes mit identischen Schlüsseln verschlüsselt werden, was die Texte angreifbar machen würde, war vorgeschrieben, für jeden Spruch eine individuelle Anfangsstellung der drei Walzen einzustellen, die als „Spruchschlüssel“ bezeichnet wurde.

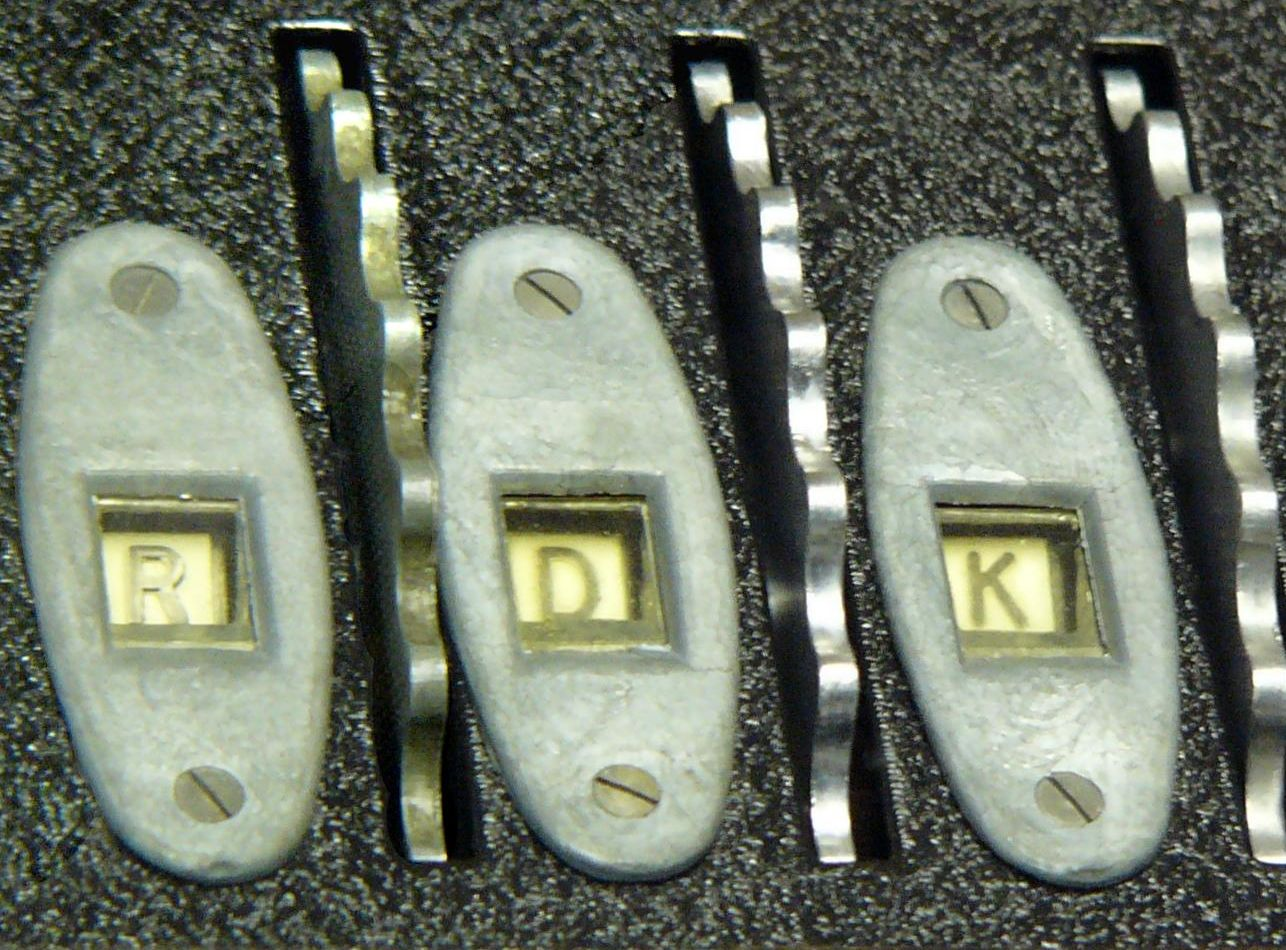
Die Walzen der Enigma sind zur Verschlüsselung des Spruchschlüssels hier bereits auf die Grundstellung „RDK“ eingestellt worden

Das kryptographische Problem, das von deutscher Seite hierbei gesehen wurde, war, dem befugten Empfänger der Nachricht den Spruchschlüssel mitzuteilen, ohne diesen gegenüber einem unbefugten Entzifferer bloßzustellen. Aus diesem Grund wurde der Spruchschlüssel verschlüsselt übertragen (Spruchschlüsselverschlüsselung). Seit Anfang der 1930er-Jahre bis zum September 1938 galt hierzu als Verfahrensvorschrift, die Enigma gemäß dem Tagesschlüssel einzurichten, also insbesondere die drei Walzen von Hand auf die dort genannte Grundstellung zu drehen. Anschließend hatte der Verschlüssler möglichst willkürlich für jede der drei Walzen eine beliebige Walzenanfangsstellung zu wählen, beispielsweise „WIK“. Um zu gewährleisten, dass der Empfänger den Spruchschlüssel trotz möglicher Signalverstümmelungen fehlerfrei erhielt, wurde sicherheitshalber der Spruchschlüssel zweimal hintereinander gestellt, also im Beispiel zu „WIKWIK“ verdoppelt. Dieser so erhaltene verdoppelte Spruchschlüssel wurde anschließend verschlüsselt. Dazu mussten nacheinander die sechs Buchstaben über die Tastatur der Enigma eingegeben und die dabei aufleuchtenden Lampen abgelesen werden, beispielsweise „BPLBKM“. Dies war der verdoppelte und verschlüsselte Spruchschlüssel.
Statt den Spruchschlüssel zuerst zu verdoppeln und dann zu verschlüsseln, hätten sich die deutschen Kryptographen in der Chiffrierstelle des Reichswehrministeriums auch überlegen können, ganz schlicht den verschlüsselten Spruchschlüssel zwei Mal direkt hintereinander zu senden, also „BPLBPL“, oder mit Abstand (beispielsweise einmal zu Beginn „BPL“ und dann noch einmal am Ende des Funkspruchs „BPL“) zu senden. Auch so hätte man die für die gewünschte Fehlererkennung benötigte Redundanz erzielen können. Dies hätte allerdings den offensichtlichen Nachteil gehabt, dass die Aufmerksamkeit eines unbefugten Angreifers durch die auffällige Wiederholung auf diese Stelle gelenkt worden wäre und er seinen Angriff darauf konzentriert hätte. Um dies zu verhindern, und in dem vergeblichen Bemühen, die perfekte Sicherheit zu erzielen, kam man auf die vermeintlich gute Idee, den Spruchschlüssel zuerst zu verdoppeln und danach zu verschlüsseln, da so auf den ersten Blick keine Wiederholung zu erkennen war. In Wirklichkeit stellte dieses so gewählte Verfahren jedoch einen schwerwiegenden kryptographischen Fehler dar.
Zusätzlich problematisch war es, den Bediener selbst einen Spruchschlüssel „beliebig wählen“ zu lassen. Menschen, insbesondere in Stresssituationen, tendieren dazu, einfache Lösungen zu finden. (Das gilt auch noch heute, wie man an bisweilen sorglos gewählten Passwörtern sehen kann.) Statt des durch die Vorschrift gewünschten möglichst „zufälligen“ Spruchschlüssels, kam es nicht selten vor, dass ganz einfache Muster wie „AAA“, „ABC“ oder „ASD“ (benachbarte Buchstaben auf der Tastatur) benutzt wurden, die die Codeknacker leicht erraten konnten. Nachteilig war auch, die Verschlüsselung des Spruchschlüssels mit der Enigma selbst durchzuführen, denn dies entlarvte die gewählte Einstellung der Maschine. Hätte man hingegen ein unabhängiges Verfahren benutzt, ähnlich beispielsweise den Doppelbuchstabentauschtafeln der Kriegsmarine, dann hätte eine Kryptanalyse des Spruchschlüssels keine Rückschlüsse auf die Enigma erlaubt. Auch eine schlichte Wiederholung des Spruchschlüssels, so wie es die Marine während des Zweiten Weltkriegs machte, wäre die kryptographisch sicherere Variante gewesen. Wie sich dann auch herausstellte, war die Spruchschlüsselverdopplung gar nicht erforderlich, sondern im Gegenteil erstens überflüssig und zweitens betrieblich eher hinderlich als nützlich. Denn als die Verdopplung im Jahr 1940 bei Heer und Luftwaffe schließlich abgeschafft wurde, lief der Betrieb störungsfrei weiter. Tatsächlich hätten die Deutschen den Spruchschlüssel überhaupt nicht verschlüsseln müssen. Man hätte ihn einfach als Klartext übermitteln können. Es hätte dann auch keine Rolle gespielt, ob man ihn einfach, verdoppelt oder sogar verdreifacht übertragen hätte. (Im letzteren Fall wäre nicht nur eine Fehlererkennung, sondern sogar eine Fehlerkorrektur ermöglicht worden.) Aufgrund der unbekannten Ringstellung ist nämlich die Kenntnis allein der Walzenanfangsstellung ohne jeden Nutzen für den Angreifer. Stattdessen schuf man durch das fehlerhafte Verfahren der Spruchschlüsselverdopplung die gravierende kryptographische Schwäche der Enigma, die sich in den 1930er-Jahren als entscheidende Achillesferse erwies, und den polnischen Kryptoanalytikern im Biuro Szyfrów den Einbruch erst ermöglichte und ihnen gestattete, den jeweils gewählten Spruchschlüssel zu erschließen.

## Zyklometer als Vorläufer

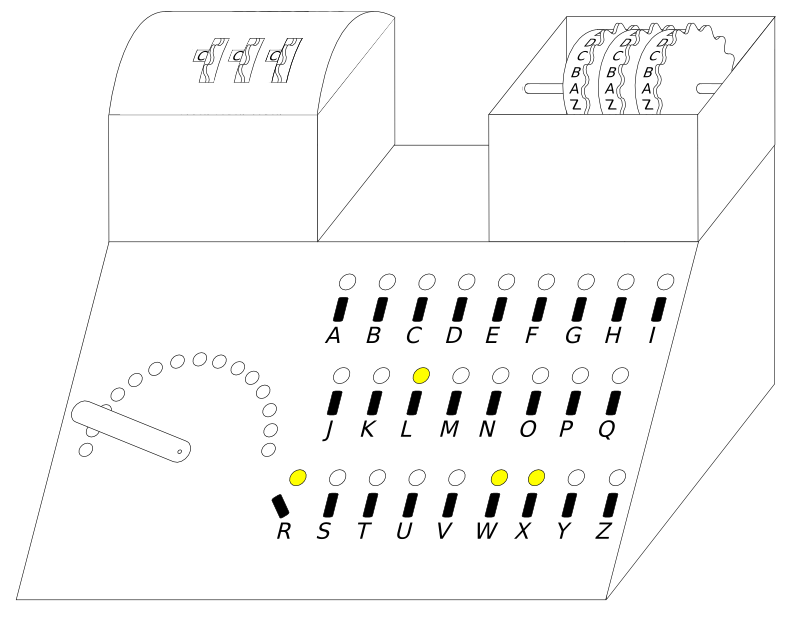
Das ebenfalls von Rejewski entworfene Zyklometer (1934) kann als Vorläufer der Bomba angesehen werden

Außer der Spruchschlüsselverdopplung unterlief den Deutschen Anfang der 1930er-Jahre noch ein weiterer gravierender kryptographischer Fehler. Zur Verschlüsselung des Spruchschlüssels war in den Schlüsseltafeln nämlich eine Grundstellung angegeben, die von allen Verschlüsslern einheitlich als Walzenanfangsstellung zur Verschlüsselung des (frei gewählten) Spruchschlüssels zu verwenden war. Damit lagen den Polen täglich Dutzende, wenn nicht Hunderte von Enigma-Funksprüchen vor, bei denen alle verschlüsselten Spruchschlüssel mit derselben Grundstellung der Maschine verschlüsselt worden waren. Sämtliche Spruchschlüssel eines Tages waren also mit vollständig identischen Schlüsseln verschlüsselt und damit kryptanalytisch angreifbar. Beide Verfahrensfehler der Deutschen (einheitliche Grundstellung und Spruchschlüsselverdopplung) ausnutzend, konstruierten die polnischen Kryptoanalytiker ein spezielles kryptanalytisches Gerät, genannt Zyklometer, das zwei hintereinander geschaltete und um drei Drehpositionen versetzte Enigma-Maschinen verkörperte.
Mithilfe des Zyklometers konnten die Codeknacker für jede der sechs möglichen Walzenlagen feststellen, welche charakteristische Permutationen bei den jeweils möglichen 26³ = 17.576 verschiedenen Walzenstellungen auftraten. Das Zyklometer half dabei, die sehr mühsame und zeitintensive Arbeit zur Erfassung der spezifischen Eigenschaften der durch den Enigma-Walzensatz bewirkten Buchstabenpermutation für alle 6·17.576 = 105.456 möglichen Fälle systematisch zu erfassen. Die so ermittelten Charakteristiken wurden anschließend sortiert und in einem Katalog gesammelt. Die Arbeiten an diesem Katalog wurden durch die Polen im Jahr 1937 abgeschlossen. Sie hatten damit ideale Voraussetzungen geschaffen, um die deutschen Enigma-Funksprüche zu entziffern. Die Erzeugung dieses Katalogs der Charakteristiken, so äußerte sich Rejewski, „war mühsam und dauerte mehr als ein Jahr, aber nachdem er fertig war [... konnten] Tagesschlüssel innerhalb von etwa 15 Minuten [ermittelt werden]“.

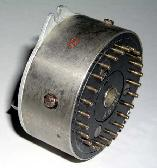
Die Umkehrwalze wurde am 1. November 1937 gegen die neue UKW B mit völlig geänderter Verdrahtung gewechselt

Nachdem die Deutschen am 1. November 1937 die Umkehrwalze (UKW) der Enigma austauschten − die UKW A wurde durch die neue UKW B abgelöst − waren die polnischen Codeknacker gezwungen, die mühsame Katalogerstellung ein zweites Mal völlig neu zu beginnen. Noch bevor sie diese Arbeit abschließen konnten, änderten die Deutschen am 15. September 1938 ihre Verfahrenstechnik. Die einheitliche Grundstellung wurde abgeschafft und stattdessen ein neues Indikatorverfahren mit nun ebenfalls „beliebig“ zu wählender Grundstellung für die Spruchschlüsselverschlüsselung eingeführt. Schlagartig machte das den Katalog der Charakteristiken und das Zyklometer nutzlos und das Biuro Szyfrów war gezwungen, sich neue Angriffsmethodiken zu überlegen. Dies führte zur Erfindung der Lochkarten-Methode durch Henryk Zygalski und zur Konstruktion der Bomba durch Marian Rejewski.

## Namensursprung
Die Herkunft des Namens Bomba (deutsch: „Bombe“) ist nicht eindeutig geklärt. Nach dem Krieg konnte selbst Marian Rejewski sich nicht mehr daran erinnern, wie diese Bezeichnung entstanden war. Gerne wird die von Tadeusz Lisicki überlieferte Anekdote erzählt, wonach Rejewski mit seinen Kollegen Różycki und Zygalski gerade in einem Café eine Eisbombe verspeist hätte, während er die Idee zur Maschine formulierte. Daraufhin habe Jerzy Różycki diesen Namen vorgeschlagen. Eine andere Hypothese ist, dass die Maschine ein Gewicht fallen ließ, ähnlich wie ein Flugzeug eine Bombe abwirft, und so deutlich hörbar signalisierte, dass eine mögliche Walzenstellung gefunden wurde. Eine dritte Variante vermutet das Betriebsgeräusch der Maschine, das dem Ticken einer Zeitbombe geähnelt haben soll, als Grund für die Namensgebung. Auch das Aussehen der Maschine, die Ähnlichkeit mit der typisch halbkugeligen Form einer Eisbombe gehabt haben soll, wird als Namensursprung angeführt. Leider sind keine Bomby erhalten geblieben, so dass sich die verschiedenen Namenshypothesen nur schwer überprüfen lassen. Rejewski selbst gab hierzu ganz nüchtern an, zu dem Namen sei es gekommen, weil ihnen damals „nichts Besseres eingefallen sei“ (englisch: For lack of a better name we called them bombs.).

## Funktionsweise

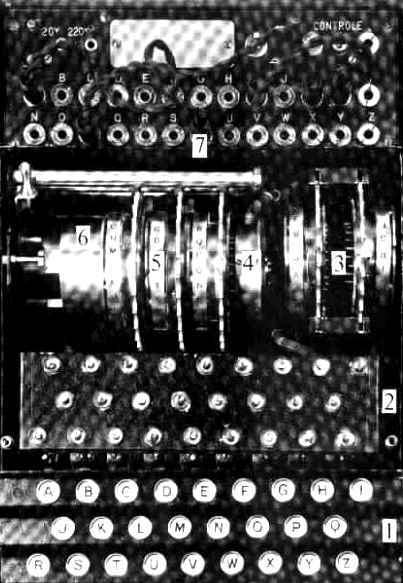
Nach Finden des Schlüssels mithilfe der Bomby benutzten die Polen nachgebaute Enigma-Maschinen zur Ermittlung des Klartextes

Mit Änderung der deutschen Verfahrensvorschrift und Einführung der frei wählbaren Grundstellung für die Spruchschlüsselverschlüsselung am 15. September 1938 wurde, wie erläutert, das Zyklometer und der Katalog der Charakteristiken schlagartig nutzlos. Dank der übriggebliebenen Schwäche der Spruchschlüsselverdopplung jedoch, die die polnischen Kryptoanalytiker weiterhin ausnutzen konnten, dauerte es nur wenige Wochen im Herbst 1938, bis Rejewski eine geeignete Methode fand und auch umsetzen konnte, um den Spruchschlüssel erneut zu brechen.
Die Idee hinter der Bomba basiert allein auf der beschriebenen Verfahrensschwäche der Spruchschlüsselverdopplung. Die Polen kannten weder die von den Deutschen verwendete Walzenlage noch die Ringstellung oder die Stecker. Darüber hinaus wurde jetzt die Grundstellung auch nicht mehr einheitlich gewählt, sondern von jedem Verschlüssler individuell und willkürlich eingestellt. Trotzdem war nach wie vor klar, dass der Spruchschlüssel zunächst verdoppelt und anschließend verschlüsselt wurde. Daraus konnten die polnischen Kryptoanalytiker weiterhin folgern, dass der erste und vierte, der zweite und fünfte sowie der dritte und sechste Geheimtextbuchstabe des verschlüsselten Spruchschlüssels jeweils demselben Klartextbuchstaben zuzuordnen war. Diese wichtige Erkenntnis erlaubte ihnen eine Mustersuche nach dem Buchstabenmuster „123123“.
Die technische Umsetzung dieser kryptanalytischen Angriffsmethode bestand in der Konstruktion einer elektromechanisch betriebenen Maschine, die sechs komplette Enigma-Walzensätze beinhaltete und so dreimal zwei hintereinander geschaltete und jeweils um drei Drehpositionen versetzte Enigma-Maschinen verkörperte. Es gelang den Polen, nicht nur sehr schnell das Konzept der Bomba zu entwickeln und die Maschine zu konstruieren, sondern mithilfe der in der Warschauer Stepinskastraße 25 gelegenen Telekommunikationsfirma AVA (AVA Wytwórnia Radiotechniczna) noch im Oktober 1938 funktionsfähige Maschinen herzustellen und erfolgreich in Betrieb zu nehmen. Da es (zu dieser Zeit) sechs verschiedene mögliche Walzenlagen der Enigma gab, wurden sechs Bomby gebaut, jeweils eine für jede Walzenlage. Durch einen Elektromotor angetrieben, durchlief eine Bomba exhaustiv (vollständig) alle jeweils für eine Walzenlage möglichen 17.576 verschiedene Walzenstellungen (von „AAA“ bis „ZZZ“) innerhalb einer Zeit von etwa 110 Minuten.
Der kryptanalytische Angriff bestand darin, Stellungen zu finden, bei denen bei Eingabe eines bestimmten Prüfbuchstabens sich ein beliebiger Ausgangsbuchstabe ergab, der sich bei um drei Drehpositionen weitergedrehter Walzenstellung identisch wiederholte. Diese Identitätsprüfung musste nicht zeitlich hintereinander durchgeführt werden, sondern sie konnte gleichzeitig durchgeführt werden, da jede Bomba über sechs komplette Enigma-Walzensätze (jeweils die korrekt verdrahteten Walzen I, II und III in unterschiedlichen Lagen plus der Umkehrwalze B, aber ohne Ringstellungen und ohne Steckerbrett) verfügte. Diese wurden zu drei Walzensatzpaaren zusammengeschaltet, wobei jedes Paar für einen anderen der drei Buchstaben des geheimen Spruchschlüssels zuständig war. Gesucht wurden Stellungen, bei denen alle drei Walzensatzpaare gleichzeitig Identität signalisierten.
Diese Koinzidenz passierte recht selten und war daher ein starkes Merkmal für einen Treffer, das heißt, die korrekt ermittelte Walzenlage und Walzenstellung der Enigma. Man musste aber auch mit Fehltreffern rechnen, also Stellungen, bei denen sich „zufällig“ drei jeweils paarweise identische Ausgangsbuchstaben ergaben, ohne dass der richtige Schlüssel gefunden war. Durchschnittlich gab es pro Walzenlage rund einen Fehltreffer. Zur Erkennung von Fehltreffern und zur Findung des korrekten Schlüssels benutzen die polnischen Kryptoanalytiker eigens nachgebaute Enigma-Maschinen. Diese stellte man unter Verwendung der durch die Bomby ermittelten Schlüsselkandidaten für Walzenlage und Grundstellung entsprechend ein.
Zuletzt wurde der abgefangene Geheimtext probeweise eingegeben. Falls dann deutschsprachige Klartextfragmente erschienen, was die polnischen Kryptoanalytiker, die fließend Deutsch sprachen, leicht erkennen konnten, so handelte es sich eindeutig um einen echten Treffer und man hatte die richtige Walzenlage, Walzenstellung, Ringstellung und zumindest einen Teil der Stecker gefunden. Abschließend bereitete es den Codeknackern vergleichsweise wenig Mühe, noch die restlichen korrekten Steckerpaare zu erschließen und, falls nötig, noch eine Feinjustage der Ringe vorzunehmen. Damit war der vollständige Schlüssel aufgedeckt, der Klartext ermittelt und die Entzifferung abgeschlossen.

## Beispiel
Die konkrete Ausführung der durch die Bomba umgesetzten kryptanalytischen Angriffsmethode lässt sich anhand eines Beispiels illustrieren. Als Schlüsselprozedur wird das Verfahren vorausgesetzt, so wie es im Zeitraum ab dem 15. September 1938 (frei wählbare Grundstellung für die Spruchschlüsselverschlüsselung und Verwendung von fünf bis acht Steckern) und vor dem 1. Januar 1939 (Umstellung auf bis zu zehn Stecker) verwendet wurde. Als geheimer Tagesschlüssel, den die polnischen Kryptoanalytiker natürlich nicht kannten, wird beispielsweise die Walzenlage „B123“, Ringstellung „abc“ und ein Steckerbrett mit fünf Steckern „DE“, „FG“, „HI“, „JK“ und „LM“ angenommen. Der Verschlüssler wählte willkürlich eine beliebige Grundstellung, beispielsweise „BVH“, sowie den geheimen Spruchschlüssel beispielsweise „WIK“. Wie erläutert, wurde der Spruchschlüssel verdoppelt und mit der auf den Tagesschlüssel sowie die gewählte Grundstellung eingestellten Enigma verschlüsselt. Als Ergebnis (das mithilfe frei erhältlicher Simulationsprogramme nachvollzogen werden kann, siehe auch: Weblinks im Enigma-Übersichtsartikel) erhält er den verschlüsselten Spruchschlüssel, den er zusammen mit der unverschlüsselten Grundstellung als Indikator dem eigentlichen Geheimtext voranstellt: „BVH BPLBKM“.
Für die Kryptoanalytiker galt es zunächst, möglichst viele Enigma-Funksprüche eines Tages abzufangen und zu sammeln und die jeweils verwendeten Indikatoren zu sichten. Ziel war, drei verschlüsselte Spruchschlüssel ausfindig zu machen, bei dem einmal der erste und vierte, dann der zweite und fünfte und schließlich der dritte und sechste Buchstabe identisch waren. Beim oben genannten Beispiel ist das bereits für den ersten und vierten Buchstaben des verschlüsselten Spruchschlüssels „BPLBKM“ der Fall, beide sind hier „B“. Nun mussten noch zwei weitere dazu passende Indikatoren gefunden werden, bei denen der zweite und fünfte Buchstabe beziehungsweise der dritte und sechste Buchstabe hier ebenfalls ein „B“ waren.

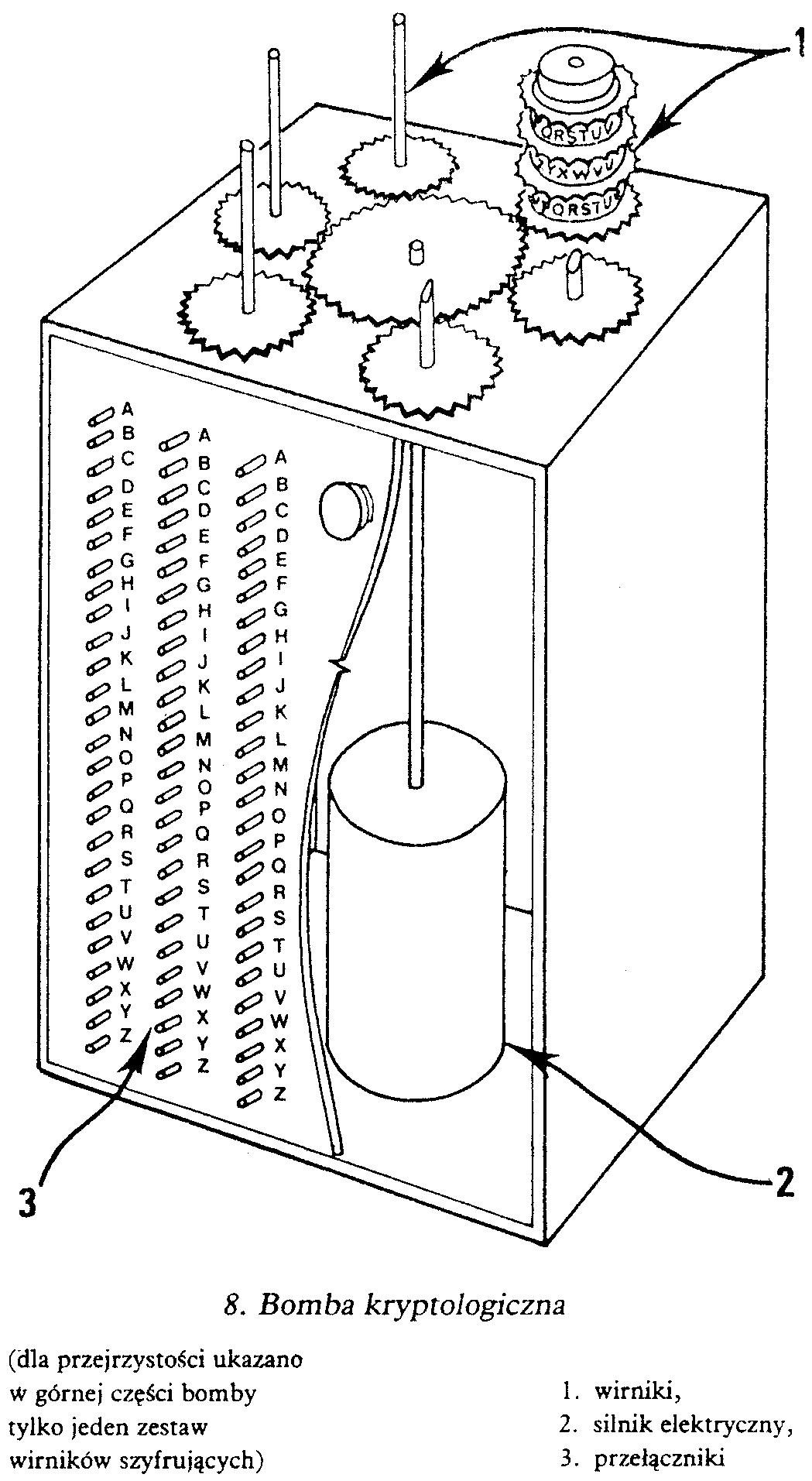
Eine Zeichnung der Bomba
(1) Spindeln für Walzensätze (hier ist erst einer von sechs Walzensätzen bestückt)
(2) Elektromotor
(3) Alphabetschalter

Prinzipiell wäre es auch möglich gewesen, statt auf drei identische Fixpunkte (wie man die im verdoppelten und verschlüsselten Spruchschlüssel paarweise auftauchenden Buchstaben, hier „B“, bezeichnen kann) alternativ auf drei unterschiedliche Fixpunkte zu prüfen. Dies hätte die Suche nach drei geeigneten Indikatoren vereinfacht, da Indikatoren mit paarweise gleichen beliebigen Buchstaben natürlich häufiger auftreten und leichter zu finden sind als ein Trio mit drei identischen Buchstabenpaaren. Aufgrund des Steckerbretts jedoch, das Buchstabenpaare vor und nach Durchlaufen des Walzensatzes auf für die Polen unbekannte Weise vertauschte, war es nötig, mit Glück einen Buchstaben (hier „B“) zu erwischen, der ungesteckert (englisch: self-steckered) war. Erwischte man einen gesteckerten, dann missglückte die Entzifferung. Bei Verwendung von nur fünf bis acht Steckern, wie es im Jahr 1938 noch üblich war, lag die Wahrscheinlichkeit dafür bei etwa 50 %. Hätte man statt auf drei identische hingegen auf drei unterschiedliche Fixpunkte geprüft, wäre die Wahrscheinlichkeit, dreimal einen ungesteckerten Buchstaben zu erwischen, auf etwa 12,5 % gesunken. Entsprechend hätte die Effizienz des Verfahrens gelitten. Aus diesem Grund entschieden sich die polnischen Kryptoanalytiker für die zwar mühsamer zu findende, aber deutlich wirksamere Kombination aus drei identischen Fixpunkten.
In der unter Weblinks angegebenen Veröffentlichung „Geheimoperation Wicher“ findet man eine Zeichnung der Bomba. Im rechten Teil des Bildes sind oben ein montierter Walzensatz (1) und fünf noch leere Spindeln für die anderen Walzensätze zu erkennen sowie unten der Elektromotor (2), der alle sechs Walzensätze über das zentrale Zahnrad synchron antreibt. Im linken Teil sind außer dem Netzschalter auf der Frontseite drei Alphabetspalten (3) zu sehen. Dies deutet darauf hin, dass auch die Eingabe von drei unterschiedlichen Prüfbuchstaben möglich war.
Angenommen, nach Sichtung vieler deutscher Spruchköpfe wurden außer dem Indikator „BVH BPLBKM“ (von oben), noch „DCM WBVHBM“ und „EJX NVBUUB“ gefunden. Damit liegt ein gewünschter Satz von drei passenden Indikatoren vor:
| 1) BVH BPLBKM 2) DCM WBVHBM 3) EJX NVBUUB |
Zum weiteren Verständnis ist der Begriff der Differenz von Walzenstellungen (auch: Abstand von Walzenstellungen) wichtig. Bekanntermaßen gibt es pro Walzenlage 26³ = 17.576 verschiedene Walzenstellungen. Beginnend beispielsweise mit „AAA“ und der Nummer 1, „AAB“ als Nummer 2 und so weiter bis „ZZZ“ mit der Nummer 17.576 ließen sich diese durchnummerieren. Es ist nicht bekannt, ob und welche Nummerierung für die 17.576 Walzenstellungen von den Polen benutzt wurde. Die britischen Codebreakers jedenfalls benutzten in ihrer Zentrale, dem etwa 70 km nordwestlich von London gelegenen Bletchley Park (B.P.), die folgende Konvention: Beginnend mit „ZZZ“ und der Nummer 0 zählten sie „ZZA“ als Nummer 1, „ZZB“ als Nummer 2 und so weiter bis zuletzt „YYY“ als Nummer 17.575. Diese auf den ersten Blick etwas verwirrende Zählweise hat den praktischen Vorteil, dass damit Differenzen zweier Walzenstellungen besonders einfach berechnet werden können, ähnlich wie bei der geläufigeren Rechnung im weit verbreiteten Hexadezimalsystem, mit dem Unterschied, dass hier nicht die Basis 16, sondern die Basis 26 benutzt wurde. Der Buchstabe „Z“ im 26er-System der Briten entspricht der Ziffer „0“ im Hexadezimalsystem und die höchste Ziffer („F“ im Hexadezimalsystem mit dem Dezimalwert 15) war im britischen 26er-System das „Y“ mit dem Dezimalwert 25. Dementsprechend symbolisiert „YYY“ den Zahlenwert 25·26²+25·26+25 = 17.575 im 26er-System. Die dazugehörigen Differenzen (Abstände) für die oben angegebenen Grundstellungen sind somit „AGE“ als Differenz von der ersten Grundstellung „BVH“ zur zweiten Grundstellung „DCM“ und „AGK“ als Abstand von der zweiten Grundstellung „DCM“ zur dritten Grundstellung „EJX“.
Zum Brechen des Schlüssels stellten die polnischen Kryptoanalytiker ihre sechs Bomby folgendermaßen ein: Jede wurde auf eine andere der sechs möglichen Walzenlagen eingerichtet, eine davon folglich auf die korrekte Walzenlage „B123“. Die Walzensätze jeder Bomba wurden auf unterschiedliche Grundstellungen entsprechend den oben gefundenen Differenzen eingestellt. Dabei bildeten die sechs einzelnen Walzensätze einer Bomba jeweils drei Paare. Innerhalb jedes Paares war der Abstand der Walzenstellungen genau drei, der Abstand der Paare untereinander entsprach den oben ermittelten Differenzen. Dann wurde der Elektromotor eingeschaltet und die sechs Walzensätze durchliefen mit konstanten Abständen, synchronisiert über ein Getriebe, mit einer Frequenz von knapp drei Stellungen pro Sekunde innerhalb von zwei Stunden alle 17.576 möglichen Stellungen.
Ziel war, diejenigen Stellungen zu finden, bei denen jedes der drei Walzensatzpaare der Bomba gleichzeitig einen identischen Ausgangsbuchstaben ergab. Dieses Ereignis der Koinzidenz wurde technisch mithilfe einer einfachen Relaisschaltung ermittelt. Im obigen Beispiel und der Walzenlage B123 ist das mit dem Prüfbuchstaben „B“ bei nur zwei Stellungen der Fall. Die erste davon ist ein Fehltreffer. Die zweite ergibt die Stellung „BUF“ für den ersten Walzensatz und entsprechend versetzte Stellungen für die anderen fünf Walzensätze, woraus sich insgesamt die (noch auf die Ringstellungen „aaa“ normalisierten) drei Grundstellungen „BUF“, „DBK“ und „EIV“ als Lösungskandidaten ableiten.
Durch einfachen Vergleich, sprich Differenzbildung, der so gefundenen drei normalisierten Grundstellungen „BUF“, „DBK“ und „EIV“ mit den im jeweiligen Spruchkopf offen kommunizierten tatsächlichen Grundstellungen, also „BVH“, „DCM“ und „EJX“ erhielten die polnischen Codeknacker direkt die geheimen Ringstellungen des deutschen Tagesschlüssels. Als Differenz ergibt sich hier in allen drei Fällen „abc“.
Nach Entlarvung von Walzenlage und Ringstellungen konnte nun eine nachgebaute Enigma (mit noch leerem Steckerbrett) entsprechend eingestellt werden (Walzenlage „B123“, Ringstellungen „abc“ sowie Grundstellungen „BVH“, „DCM“ beziehungsweise „EJX“) und nach probeweiser Eingabe der verschlüsselten Spruchschlüssel leuchteten die folgenden Lampen auf:
| 1) BVH BPLBKM → WHHWSF 2) DCM WBVHBM → HPDIPZ 3) EJX NVBUUB → EHAEHA |
Das erwartete Muster „123123“ des verdoppelten Spruchschlüssels tritt im dritten Fall hier bereits auf, wenn auch noch nicht (wie sich später herausstellt) mit durchgängig korrekten Buchstaben. (Während „E“ und „A“ schon stimmen, ist das „H“ noch falsch.) In den ersten beiden Fällen ist jeweils nur ein Buchstabenpaar identisch (oben grün und unterstrichen gekennzeichnet). Ursache für die beobachteten Diskrepanzen ist das noch völlig ungesteckerte (leere) Steckerbrett. Die letzte Aufgabe, die die Polen um Marian Rejewski somit noch zu lösen hatten, war, die fünf bis acht Stecker zu finden, die die Deutschen benutzt hatten. Hierfür gab es kein festes Verfahren. Vielmehr mussten sie nach der Methode „Versuch und Irrtum“ einzelne „vielversprechende“ Steckerkandidaten bei einer nachgebauten Enigma stecken und durch anschließende Probeentschlüsselungen darauf hinarbeiten, für alle drei Spruchschlüssel gleichzeitig das Muster „123123“ zu erhalten. Sinnvoll war es, diese Arbeit mit drei Enigma-Nachbauten, die auf die drei unterschiedliche Grundstellungen („BVH“, „DCM“ beziehungsweise „EJX“) eingestellt waren, parallel durchzuführen, also bei allen drei Maschinen gleichzeitig denselben Kandidatenstecker zu probieren.
Für diese Arbeit waren Intuition, Erfahrung, Genauigkeit und Ausdauer gefragt, Eigenschaften, über die die polnischen Experten ohne Zweifel verfügten. Eine gute Vorgehensweise ist häufig, noch nicht identische Buchstaben eines Paares, wie beispielsweise „H“ und „I“ im zweiten Fall, probeweise miteinander zu steckern. Macht man dies, so verbessert sich der Spruchschlüsselkandidat von „HPDIPZ“ zu „IPDIPZ“. Aus einem identischen Paar wurden somit zwei. Das ist ein starkes Indiz für einen korrekt gefundenen Stecker. Ein anderer vielversprechender Versuch ist, statt der noch nicht identischen Klartextbuchstaben die entsprechenden Geheimtextbuchstaben zu steckern. Bekanntermaßen wird das Steckerbrett ja zweimal durchlaufen, einmal auf der Klartextseite und einmal auf der Geheimtextseite. Beispielsweise sind im ersten Fall der dritte („H“) und der sechste Buchstabe („F“) des Spruchschlüsselkandidaten „WHHWSF“ nicht identisch. Der Probestecker „FH“ bringt hier keine Verbesserung. Alternativ kann man aber auch den dazugehörigen dritten („L“) und den sechsten Geheimtextbuchstaben („M“) des vorliegenden verschlüsselten Spruchschlüssels miteinander steckern und wird sofort mit dem Ergebnis „WHJWSJ“ belohnt. Wieder wurden aus einem identischen Buchstabenpaar zwei identische Buchstabenpaare, und ein weiterer korrekter Stecker war gefunden. Ergänzt man diesen neu gefundenen Stecker „LM“ für den zweiten Fall, für den bereits „HI“ entlarvt wurde, so verbessert sich der dortige Spruchschlüsselkandidat von „IPDIPZ“ weiter in „IPDIPD“, der somit bereits das erwartete Muster „123123“ zeigt. Ergänzt man umgekehrt „HI“ im ersten Fall, so erhält man als Zwischenlösung „BPLBKM → WIJWSJ“. Findet man nun noch „JK“ als Stecker, was aus den hier vorkommenden Buchstaben erahnt werden kann, dann ergibt sich schließlich auch für den ersten Fall das erwartete Muster und der somit geknackte Spruchschlüssel „WIKWIK“.
Bringt man diese mühsame Arbeit zum Abschluss und entdeckt noch die beiden restlichen Stecker „DE“ und „FG“, wobei auch Probeentschlüsselungen des abgefangenen Geheimtextes unter Verwendung des ermittelten Spruchschlüssels „WIK“ hilfreich sind, so liegen schließlich alle drei Spruchschlüssel klar vor und mit dem nun vollständig geknackten Tagesschlüssel konnten alle deutschen Funksprüche des Tages, wie vom befugten Empfänger auch, letztendlich einfach entschlüsselt und gelesen werden.

## Ende derBomba

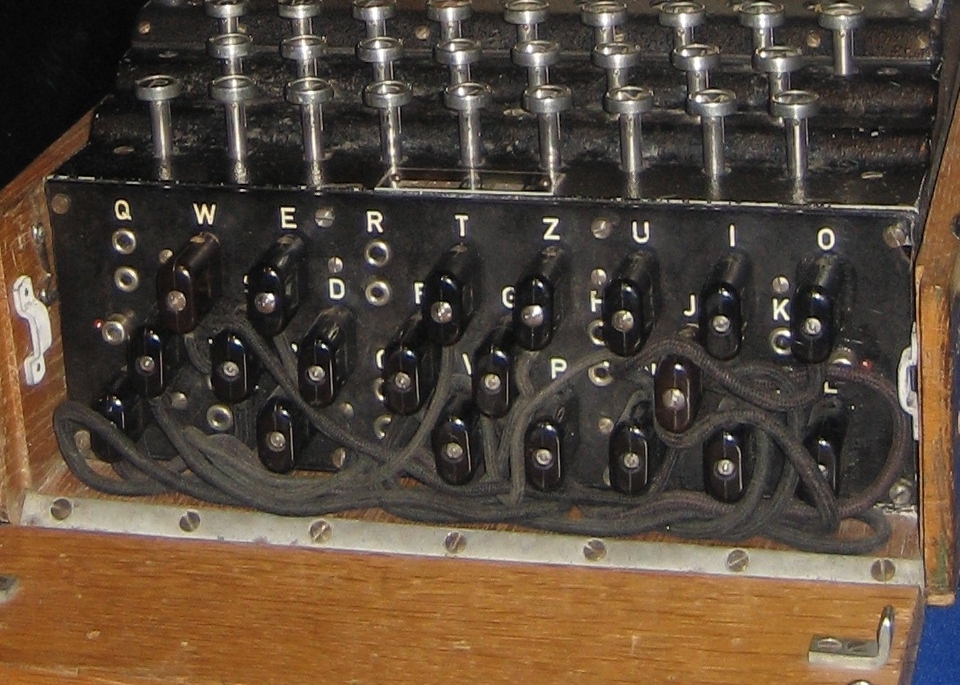
Ab dem 1. Januar 1939, mit Verwendung von bis zu zehn Steckerkabeln, blieben nur noch sechs Buchstaben ungesteckert (im Bild Q, R, H, K, Y und C)

Die sechs Bomby halfen den Polen im Herbst 1938, die für die fortgesetzte Kryptanalyse der Enigma wichtige Kontinuität der Entzifferungsfähigkeit weiter zu bewahren, die nach Einführung der frei wählbaren Grundstellung für die Spruchschlüsselverschlüsselung am 15. September 1938 verloren zu gehen drohte. Am 15. Dezember 1938 erfolgte jedoch der nächste herbe Schlag. Die Deutschen nahmen zwei neue Walzen (IV und V) in Betrieb. Damit stieg die Anzahl der möglichen Walzenlagen von sechs (= 3·2·1) auf sechzig (= 5·4·3). Statt 6·17.576 = 105.456 möglichen Stellungen gab es nun plötzlich zehn Mal so viele, nämlich 60·17.576 = 1.054.560 (mehr als eine Million) zu untersuchende Fälle. Somit waren plötzlich 60 Bomby erforderlich, was die polnischen Fertigungskapazitäten überstieg.
Nur zwei Wochen später, zum Jahreswechsel 1938/39, gab es eine weitere, noch viel schwerwiegendere Komplikation. Diese bereitete den Polen nicht nur quantitative Probleme, sondern sie warf erhebliche qualitative Schwierigkeiten auf. Statt weiterhin zwischen fünf und acht Verbindungskabel zu stecken (also „nur“ 10 bis 16 Buchstaben mithilfe des Steckerbretts zu vertauschen) wurden ab dem 1. Januar 1939 sieben bis zehn Stecker verwendet (entspricht 14 bis 20 permutierten Buchstaben). Somit waren von den 26 Buchstaben der Enigma plötzlich nur noch sechs bis höchstens zwölf ungesteckert. Unter Berücksichtigung der Tatsache, dass das Steckerbrett bei der Verschlüsselung zweimal durchlaufen wird (siehe auch: Aufbau der Enigma), sank damit die Wahrscheinlichkeit drastisch ab, (zweimal) einen ungesteckerten Buchstaben zu erwischen. Entsprechend verringerte sich die Wirksamkeit der polnischen Maschine ganz erheblich. Ab Anfang 1939 konnten die vorhandenen Bomby deshalb kaum noch dazu beitragen, die deutschen Schlüssel zu ermitteln. Letztendlich, mit Fallenlassen der Spruchschlüsselverdopplung am 1. Mai 1940, wurde das polnische Konzept der Bomba vollends nutzlos.
Zu diesem Zeitpunkt existierten die Bomby allerdings schon nicht mehr, denn im September 1939, nach dem deutschen Überfall auf ihr Land, mussten die polnischen Kryptoanalytiker aus Warschau fliehen, und sie zerstörten ihre mitgeführten kryptanalytischen Maschinen auf der Flucht vor der anrückenden Wehrmacht und der kurz darauf, am 17. September, die polnische Ostgrenze überschreitenden Roten Armee.

## Turing-Bombeals Nachfolgerin

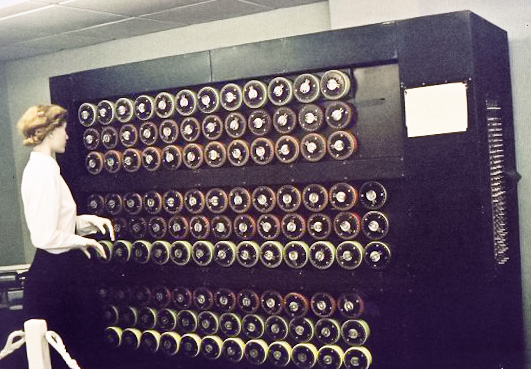
Das Konzept der britischen Turing-Bombe (hier ein Nachbau in Bletchley Park, bedient von einer Wren) geht wesentlich über das der Bomba hinaus

Für die britischen Codebreakers waren die vielfältigen Hilfestellungen und der Anschub, den sie durch ihre polnischen Verbündeten erfuhren, ohne Zweifel äußerst wertvoll, möglicherweise sogar entscheidend, um überhaupt erst „aus den Startlöchern zu kommen“. Geradezu legendär war das am 26. und 27. Juli 1939 durchgeführte Pyry-Geheimtreffen französischer, britischer und polnischer Codeknacker im Kabaty-Wald von Pyry etwa 20 km südlich von Warschau. Dabei konfrontierten die Polen ihre britischen und französischen Verbündeten mit der erstaunlichen Tatsache, dass ihnen bereits seit mehr als sechs Jahren das gelungen war, woran sich die Alliierten vergeblich versucht hatten und das sie inzwischen für unmöglich hielten, nämlich die Enigma zu knacken. Die Polen überließen den verblüfften Briten und Franzosen nicht nur die Konstruktionszeichnungen der Bomba und offenbarten ihre Methodiken, sondern stellten ihr gesamtes Wissen über Funktionsweise, Schwächen und Kryptanalyse der deutschen Maschine sowie ihre Entzifferungserfolge zur Verfügung. Darüber hinaus übergaben sie auch zwei Exemplare ihrer Enigma-Nachbauten. Insbesondere die Kenntnis über die Verdrahtungen der Enigma-Walzen und die Funktionsweise und den Aufbau der Bomba war für die Briten extrem wichtig und hilfreich. Der englische Mathematiker und Kryptoanalytiker Gordon Welchman, der einer der führenden Köpfe der britischen Codeknacker in Bletchley Park war, würdigte die polnischen Beiträge und Hilfestellungen ausdrücklich, indem er schrieb: … had they not done so, British breaking of the Enigma might well have failed to get off the ground. (deutsch: „… hätten sie [die Polen] nicht so gehandelt, wäre der britische Bruch der Enigma möglicherweise überhaupt nicht aus den Startlöchern herausgekommen.“)
Kurz nach dem Treffen von Pyry, ebenfalls noch im Jahr 1939, und zweifellos beflügelt durch die äußerst wertvollen polnischen Informationen, ersann der englische Mathematiker und Kryptoanalytiker Alan Turing die nach ihm benannte Turing-Bombe. Diese wurde kurz darauf durch seinen Landsmann und Kollegen Welchman durch Erfindung des diagonal board (deutsch: „Diagonalbrett“) noch entscheidend verbessert. Sowohl das polnische Wort „bomba“ als auch das von den Briten benutzte französische Wort „bombe“ bedeuten im Englischen dasselbe, nämlich „bomb“ (deutsch: „Bombe“). Falsch wäre es jedoch, aus der Namensähnlichkeit der beiden kryptanalytischen Maschinen und dem engen technischen und chronologischen Zusammenhang zu folgern, die Turing-Bombe sei nicht viel mehr als ein leicht modifizierter britischer Nachbau der polnischen Bomba gewesen. Im Gegenteil, das kryptanalytische Konzept der britischen Bombe weicht entscheidend von dem der Bomba ab und geht wesentlich darüber hinaus. Außer dem Namen und demselben Angriffsziel sowie der technischen Gemeinsamkeit, mehrere Enigma-Walzensätze innerhalb der Maschine zu verwenden und diese alle 17.576 möglichen Walzenstellungen durchlaufen zu lassen, gibt es kaum Ähnlichkeiten zwischen der polnischen und der britischen Maschine.
Entscheidende Nachteile der Bomba, die Turing bei seiner Entwicklung bewusst vermieden hat, waren ihre Abhängigkeit vom deutschen Verfahrensfehler der Spruchschlüsselverdopplung sowie von möglichst vielen ungesteckerten Buchstaben. Nachdem die Deutschen diese Fehler beseitigt hatten, war die Bomba nutzlos. Die britische Bombe hingegen war nicht auf die Spruchschlüsselverdopplung angewiesen und konnte daher bis zum Ende des Krieges, auch nach dem von Turing vorhergesehenen Fallenlassen der Spruchschlüsselverdopplung, uneingeschränkt weiter verwendet werden. Darüber hinaus war ein entscheidender Vorteil des britischen Konzeptes und weiterer wichtiger Unterschied zum polnischen Ansatz, die Fähigkeit der Bombe, durch ringförmige Verkettung von mehreren (meist zwölf) Enigma-Walzensätzen und mithilfe von Cribs (im Text vermuteten wahrscheinlichen Wörtern) die Wirkung des Steckerbretts komplett abstreifen zu können. Im Gegensatz zur Bomba, die mit zunehmender Anzahl der Stecker immer mehr an Wirksamkeit einbüßte, hätte die britische Bombe selbst dann noch Schlüssel ermitteln können, wenn die Deutschen – was sie fehlerhafterweise nicht machten – alle 26 Buchstaben (mithilfe von 13 Doppelsteckerschnüren) gesteckert hätten und kein einziger Buchstabe ungesteckert übriggeblieben wäre.
Beide Maschinen, Bomba und Bombe, standen und stehen jedoch nicht in Konkurrenz zueinander. Jede für sich repräsentiert herausragende Geistesleistungen ihrer Schöpfer, die so die Voraussetzungen geschaffen haben, die kriegswichtige Entzifferung der deutschen Enigma-Maschine zu erzielen. Ohne diese hätte der Zweite Weltkrieg einen anderen Verlauf genommen und die Welt sähe heute anders aus.

## Chronologie
Im Folgenden sind einige wichtige Zeitpunkte zur Geschichte der Bomba aufgelistet:
| 1. Jun. 1930   |  | Indienststellung der Enigma I (sechs Stecker und quartalsweise wechselnde Walzenlage)         |
| 1934           |  | Entwicklung und Fertigstellung des Zyklometers                                                |
| 1. Jan. 1936   |  | Monatlicher Wechsel der Walzenlage                                                            |
| 1. Okt. 1936   |  | Täglicher Wechsel der Walzenlage und statt sechs nun fünf bis acht Stecker                    |
| 2. Nov. 1937   |  | Ablösung der UKW A durch die UKW B                                                            |
| 15. Sep. 1938  |  | Neues Indikatorverfahren (frei wählbare Grundstellung für die Spruchschlüsselverschlüsselung) |
| Sep./Okt. 1938 |  | Entwurf und Fertigung von sechs Bomby                                                         |
| 15. Dez. 1938  |  | Inbetriebnahme der Walzen IV und V                                                            |
| 1. Jan. 1939   |  | Sieben bis zehn Stecker                                                                       |
| 26. Jul. 1939  |  | Zweitägiges alliiertes Treffen bei Pyry                                                       |
| 19. Aug. 1939  |  | Zehn Stecker                                                                                  |
| 8. Sep. 1939   |  | Auflösung des Biuro Szyfrów in Warschau und Zerstörung der Bomby auf der Flucht nach Rumänien |
| 1. Mai 1940    |  | Fallenlassen der Spruchschlüsselverdopplung                                                   |